# Enric Pous i Tor
Enric Pous i Tor (Barcelona, 1942 - 19 d'octubre de 2000) va ser un actor de teatre, televisió i cinema català. Va morir als 58 anys, víctima d'un càncer.

## Trajectòria professional

### Teatre
- 1966, setembre. L'apotecari d'Olot de Frederic Soler (Serafí Pitarra), refundició de Xavier Regàs. Estrenada al teatre Romea de Barcelona.
- 1967, gener. L'hereu i la forastera de Josep Maria de Sagarra. Estrenada al teatre Romea de Barcelona.
- 1971, abril. No muerdas la manzana del prójimo de Rafael Richart. Estrenada al Martin's cafè-teatre de Barcelona.
- 1971, setembre. Quien mucho embarga, poco aprieta, original de Manuel Rato. Estrenada al Martin's cafè-teatre de Barcelona.
- 1972, febrer. Spain's strip-tease d'Antonio Gala. Estrenada a la Sala Río de Barcelona.
- 1972, juliol. Facem comèdia d'Alexandre Ballester, estrenada al teatre CAPSA de Barcelona.
- 1973, novembre. La pereza de Ricardo Talesnik. Estrenada al teatre Don Juan de Barcelona.
- 1977, The Rocky Horror Show, de Richard O'Brien. Direcció de Ventura Pons. Estrenada al teatre Romea de Barcelona.
- 1983, El cafè de la Marina, de Josep Maria de Sagarra. Direcció Juan Germán Schroeder. Estrenada al teatre Romea de Barcelona.
- 1982, juliol. POUS POUS 82. Monologos varios. Direcció Juan Germán Schroeder. Estrenada al Cafè-Teatre Llantiol de Barcelona.
- 1991, octubre. Timon d'Atenes de William Shakespeare. Direcció d'Ariel García Valdés. Estrenada al teatre Lliure de Barcelona.
- 1992, octubre. La lluna de València de Jaume Salom. Estrenada al teatre Borràs de Barcelona.
- 1993, desembre. La malalta fingida de Carlo Goldoni, estrenada al Sant Andreu Teatre de Sant Andreu.
- 1994, juliol. Catalans salvatges de Manuel Molins, estrenada al teatre Condal de Barcelona.
- 1996, novembre. Portes comunicades d'Alan Ayckbourn. Estrenada al teatre Arnau de Barcelona.
- 1998, gener. El florido pensil, estrenada al teatre Poliorama de Barcelona.
- 1999, març. La venganza de Don Mendo de Pedro Muñoz Seca, estrenada al teatre Arnau de Barcelona.

### Cinema
- 1981. Las aventuras de Zipi y Zape. Director: Enrique Guevara.
- 1996. Escenes d'una orgia a Formetera. Director: Francesc Bellmunt

### Televisió
- 1979. Festa amb Rosa Maria Sardà.
- 1984-1987. Ahí te quiero ver, amb Rosa Maria Sardà, en el personatge d'Honorato.
- 1999. Plats bruts.